# Wereldkampioenschappen synchroonzwemmen 2019 – Gemengd duet technische routine
De technische routine voor gemengde duetten tijdens de wereldkampioenschappen synchroonzwemmen 2019 vond plaats op 13 en 15 juli 2019 in het Yeomju Gymnasium in Gwangju.

## Uitslag
| Rang   | Land             | Naam                                   | Voorronde | Voorronde | Finale  | Finale |
| Rang   | Land             | Naam                                   | Punten    | Rang      | Punten  | Rang   |
| ------ | ---------------- | -------------------------------------- | --------- | --------- | ------- | ------ |
| Goud   | Rusland          | Maya Goerbanberdjeva Aleksandr Maltsev | 91.5878   | 1         | 92.0749 | 1      |
| Zilver | Italië           | Manila Flamini Giorgio Minisini        | 90.3829   | 2         | 90.8511 | 2      |
| Brons  | Japan            | Atsushi Abe Yumi Adachi                | 88.2948   | 3         | 88.5113 | 3      |
| 4      | Verenigde Staten | Bill May Natalia Vega                  | 86.3969   | 4         | 86.9235 | 4      |
| 5      | China            | Shi Haoyu Zhang Yayi                   | 85.2740   | 5         | 85.5881 | 5      |
| 6      | Spanje           | Emma García Pau Ribes                  | 83.7049   | 6         | 84.4015 | 6      |
| 7      | Brazilië         | Renan Souza Giovana Stephan            | 78.1404   | 7         | 79.4495 | 7      |
| 8      | Colombia         | Jennifer Cerquera Gustavo Sánchez      | 76.1453   | 8         | 77.5388 | 8      |
| 9      | Kazachstan       | Aigerim Issajeva Olzjas Machanbetjarov | 71.7055   | 9         | 72.2398 | 9      |